# Internationaux de Strasbourg 2008
Internationaux de Strasbourg 2008 — жіночий тенісний турнір, що проходив на кортах з ґрунтовим покриттям. Це був 22-й за ліком Internationaux de Strasbourg. Належав до турнірів 3-ї категорії в рамках Туру WTA 2008. Відбувся в Centre Sportif de Hautepierre у Страсбургу (Франція) і тривав з 19 до 24 травня 2008 року. Шоста сіяна Анабель Медіна Гаррігес здобула титул в одиночному розряді, свій третій на цьому турнірі після 2005 і 2007 років, й отримала 28 тис. доларів США.

## Фінальна частина

### Одиночний розряд
Анабель Медіна Гаррігес —  Катарина Среботнік, 4–6, 7–6(7–4), 6–0
- Для Гаррігес це був 1-й титул в одиночному розряді за сезон і 8-й - за кар'єру.

### Парний розряд
Тетяна Перебийніс /  Zi Yan —  Чжань Юнжань /  Chia-jung Chuang, 6–4, 6–7(3–7), 10–6